# Black Christmas - Un Natale rosso sangue
Black Christmas - Un Natale rosso sangue (Black Christmas) è un film del 2006 diretto da Glen Morgan. È il remake del classico di Bob Clark del 1974.

## Trama
È la vigilia di natale e le ragazze di una casa famiglia si apprestano a festeggiare tutte insieme. Il gruppo di sole donne è costituito dalla signora Mac, direttrice della casa, e dalle coinquiline Kelly, Melissa, Dana, Heather, Lauren, Clair, Megan ed Eve, mentre il resto delle altre ragazze ha deciso di trascorrere il Natale in famiglia. Tuttavia mentre è in camera sua a scrivere una lettera per la sorella, Clair viene uccisa da qualcuno che le infila un sacchetto e le pianta una penna nell’occhio.
Nel frattempo in un centro di detenzione per malati mentali, un inserviente porta del cibo ai rinchiusi, mentre un uomo travestito da Babbo Natale, persosi all’interno della struttura, nota su una delle gabbie il nome di Willy Edward Lenz, detto Billy, un pericoloso psicopatico che ogni anno, a Natale, tenta di fuggire. Intanto, fuori dalla casa, Kelly e il suo ragazzo Kyle si baciano, ma quando la ragazza scende dal mezzo, Kyle riceve una chiamata da una persona molto preoccupata.
Billy riesce a fuggire dalla propria cella dopo avere ucciso la sua guardia, per poi evadere dall’intera struttura, non prima di aver ucciso il tipo mascherato da Babbo Natale e aver utilizzato il costume per fuggire. Nel frattempo, nella casa Kelly corre a chiamare le amiche rimaste al piano di sopra: Lauren, che esce immediatamente, Clair, che non dà risposte (essendo già stata uccisa) e Megan, che si scopre essere la ragazza che parlava con Kyle nervosamente al telefono e che si rifiuta di uscire.
Megan sta visionando un filmino porno che ritrae lei e Kyle durante un rapporto sessuale ma viene interrotta da dei rumori provenienti dalla soffitta; trovato il cadavere di Clair, non fa in tempo a rendersi conto dell'accaduto da venire brutalmente uccisa, e i suoi occhi strappati.
La signorina Mac, la tutrice delle giovani, racconta alle ragazze la storia di Billy Lenz, lo psicolpatico che viveva proprio in quella casa: Billy era nato con una rara malattia del fegato che gli aveva reso gialla la pelle; per questo era odiato dalla madre che non sopportava di avere un bambino diverso dagli altri. Provando il desiderio di formare una nuova famiglia, uccise il marito senza accorgersi che Billy aveva assistito al delitto, ma invece di essere ucciso fu segregato in soffitta.
Ritornando al presente, in casa delle ragazze squilla il telefono; risponde Kelly e dall'altra parte, una serie di frasi sconnesse. Heather si spaventa, soprattutto quando si scopre che gli strani rumori provengono dal cellulare di Clair, e decide di andarsene ma di fronte a lei compare Eve, un'altra inquilina, sicuramente meno bella e appariscente delle altre, che consegna un regalo a Heather.
Si ritorna nel passato: la madre di Billy e il suo amante cercano di concepire un bambino ma data la pigrizia del compagno, la donna sale in soffitta e, al contrario di quello che ci si aspetta, si spoglia di fronte a Billy: nove mesi dopo, nasce Agnes, “la nuova famiglia” della madre di Billy. Ci si sposta nuovamente al presente: Eve gira per casa e poi scompare Improvvisamente; quindi arriva un'altra telefonata, questa volta dal cellulare di Megan, e nuove frasi paurose. Kelly va in camera dell'amica ma vi trova Kyle, il quale racconta alle ragazze la fine della storia di Billy: divenuto ormai adulto, Billy decide di vendicarsi finalmente della madre. Prima strappò un occhio ad Agnes e poi uccise il patrigno e la madre. Venne quindi imprigionato nell’istituto psichiatrico così come Agnes. Dopo la storia Kelly scopre il tradimento di Kyle con Megan e lo caccia.
Intanto in casa arriva la sorella di Clair, Leigh, che si rende subito poco simpatica a tutte. Heather, in camera di Eve, trova ritagli di giornale d'epoca e due occhi di un bambolotto, recapitato prima in casa. Nel frattempo, Lauren vomita dopo essersi ubriacata, e viene messa a letto da Melissa ma non prima di aver fatto una doccia e venire spiata da Billy, riuscito ad entrare nella casa. Intanto, un black-out costringe le ragazze a girare con le torce, e Dana viene mandata a controllare il generatore; attirata lì da strani rumori, viene trascinata via e uccisa con un piccolo rastrello da qualcuno con dei lunghi capelli biondi.
Morendo, Dana scopre il teschio del padre di Billy. Leigh sta perlustrando la casa ma in quel momento le ragazze ricevono una telefonata dal cellulare di Dana. Si sente un urlo e le ragazze, meno la signorina Mac e Lauren, escono per controllare: Kelly e Melissa vanno verso il generatore, mentre Heather e Leigh si dirigono alla macchina di Eve, che credevano andata via; aperta la portiera, la testa della ragazza rotola ai loro piedi. Tornate di corsa in casa, Kelli chiama la polizia, denunciando la morte di Eve e la scomparsa di Clair, Megan e Dana; a causa della bufera, le autorità non arriveranno in meno di due ore.
Heather e la signorina Mac vogliono andar via, le altre invece preferiscono restare; le due donne si precipitano in auto, ma non riescono a partire: Heather viene uccisa da Billy nell'auto, mentre la Mac muore trafitta dalla caduta di una stalattite di ghiaccio. Preoccupate dal ritardo delle due, Kelly e Leigh vanno a controllare, lasciando Melissa in compagnia di Lauren, addormentata. Leigh, vicino al garage, scivola su una macchia di sangue, lanciando un urlo che attira l'attenzione di Melissa, che esce in corridoio; qui, viene aggredita dalla misteriosa figura con i capelli biondi che la scaraventa a terra e le strappa gli occhi, trascinandola poi via. Kelly e Leigh si barricano in camera di Lauren. Kelly, non trovando Melissa, la chiama sul cellulare, ma sente che la suoneria proviene dal soffitto. Irrompe nella stanza Kyle, che viene aggredito da Leigh, la quale scopre che Lauren non dormiva, ma anche lei ha subito la stessa sorte delle altre.
Convintesi che Kyle non sia l'assassino, i tre decidono di affrontare il killer; Kyle apre la botola della soffitta, ma viene catturato e ucciso. A Kyle vengono estirpati gli occhi e il killer dai capelli biondi mostra il suo volto spiritato. Dopo aver constatato la morte di Clair, Leigh sta per precipitare a causa della rottura del pavimento; mentre Kelly va ad aiutarla l'assassino accende delle candele sotto un albero di Natale ai piedi del quale ci sono i corpi di Megan e Melissa. Quindi l'assassino si rivolge alle due superstiti dicendo che adesso sono loro la sua famiglia; Leigh urla e precipita di sotto, mentre Kelly inizia a lottare, riuscendo a colpire con un forchettone un occhio del killer, che però come se nulla fosse si tira fuori l'arnese insieme all'occhio, che si rivela finto.
A questo punto Kelly capisce di avere di fronte Agnes, la sorella/figlia di Billy, divenuta una psicopatica criminale dopo gli avvenimenti degli anni precedenti; spunta fuori anche Billy, ma l'intervento di Leigh, che non è morta nella caduta, salva la ragazza e riesce a far scappare Kelly, mentre gli assassini rimangono intrappolati nell'incendio che si sviluppa per le candele. In ospedale un poliziotto chiede a Leigh d'identificare il cadavere di Agnes; ma nella sacca c'è il corpo di Clair. Leigh va subito nella camera di Kelly, ma qui viene aggredita da Agnes, che le spezza il collo; contemporaneamente, Billy muore a causa delle gravi ustioni dovute all'incendio.
Poco dopo Kelly torna nella sua stanza, e sotto il cuscino trova la medaglietta insanguinata dell'orologio di Leigh, regalatole dalla sorella, quindi una macchia di sangue si propaga nel soffitto, e una botola si apre. La ragazza inizia ad urlare, ma nessuno sente a causa di un gruppo di cantori natalizi. Kelly decide di azionare il defibrilatore, e in quel momento alle sue spalle compare Agnes, che l'afferra, ma la ragazza riesce a sfuggirgli e punta dritta al volto dell'assassina con il macchinario, friggendole il volto. Il terrore è finito e tutti possono passare finalmente un buon natale.

## Distribuzione
Il film uscì negli Stati Uniti il 25 dicembre del 2006. In Italia venne distribuito il 19 settembre 2007 dalla Mediafilm. Nel Regno Unito invece uscì dieci giorni prima della distribuzione americana.

## Controversie
Molti gruppi cristiani in America non gradirono affatto la scelta di distribuire proprio nel giorno di Natale. È stato definito da alcuni di questi come offensivo e malato. La casa di produzione, la Dimension Films si è giustificata a queste controversie dicendo che molti altri horror sono stati fatti uscire nel periodo natalizio e non hanno ricevuto tutte quelle critiche.

## Versioni differenti del film
Il film esiste in tre versioni differenti: la versione americana cinematografica, la versione americana integrale con scene non presenti nella versione cinematografica e la versione britannica. In Italia è stata distribuita l'ultima di queste tre versioni, differente e più breve delle prime due.
- Melissa (Michelle Trachtenberg) nella versione americana, sia integrale che cinematografica, poco prima di morire lotta con l'assassina Agnes. Quest'ultima le mette un sacchetto in testa mentre è affacciata alle scale e la ragazza riesce a liberarsi, chiudendosi in una stanza e tentando di aprire una finestra per fuggire. Appena Agnes entra, Melissa la colpisce con delle mazze da golf e l'assassina le divide in due la testa con una lama di un pattino da sci. Nella versione inglese (distribuita anche in Italia), le viene messo il sacchetto in testa, ma viene buttata sul pavimento e Agnes le stacca l'occhio destro per poi mangiarlo. Infine, Melissa viene trascinata per il corridoio mentre grida e sanguina.
- La morte di Lauren è presente solamente nella versione integrale. Mentre riposa, viene svegliata da qualcuno che sente accanto a lei nel letto. Improvvisamente sbuca Agnes che le infila un unicorno di vetro negli occhi. Nelle altre due versioni, questa morte non viene mostrata.
- Nella scena iniziale della versione integrale, si vede Agnes alzare una biro prima di infilarla nell'occhio di Clair. Nelle altre due versioni questa inquadratura non è presente.
- La ripresa di Agnes che mangia l'occhio è stata utilizzata nella morte di Kyle nella versione integrale, mentre nella britannica/italiana è stata aggiunta nella morte di Melissa.
- I finali sono differenti: nella versione americana, sia integrale che cinematografica, c'è una scena in cui un dottore viene ucciso da Agnes, uscita da un sacco per cadaveri. Kelly va a fare una visita mentre Leigh la aspetta. Anche quest'ultima esce e, quando torna nella stanza dell'ospedale, Agnes le spezza il collo. Kelly ritorna dalla visita e ha una breve lotta con Agnes che viene uccisa con un defibrillatore, mentre dal soffitto sta scendendo Billy, che insegue la ragazza per i corridoi dell'ospedale, fino a quando non viene fatto cadere dalle scale. Nella versione britannica/italiana sono assenti la morte del dottore e di Billy, che invece muore durante un'operazione d'urgenza. Leigh esce perché viene chiamata ad identificare il corpo di Agnes che risulterà essere Clair e c'è una scena assente nella versione americana nella quale i genitori di Kelly portano quest'ultima a casa. In un ulteriore finale alternativo, invece, il film si chiude con Kelly e Leigh che ricevono un'ulteriore chiamata di Billy in ospedale.

## Materiale pubblicitario
Nei trailer e negli spot televisivi americani sono presenti delle scene che vennero girate solamente per scopo pubblicitario e che non vennero aggiunte nel film in nessun modo:
- Un'inquadratura di Melissa che urla.
- Una ragazza (non presente nel film) si ritrova sopra un lago ghiacciato e al di sotto scopre una sua amica, che rompe il ghiaccio e tende una mano in alto mentre la ragazza grida spaventata.
- È presente l'inquadratura di Melissa che viene trascinata nel corridoio, che però venne aggiunta nella versione britannica/italiana.
- Dana rimane incastrata in una corda di luci natalizie e cade giù dal balcone, trascinata da questa corda in una trebbiatrice anch'essa addobbata.
- Si può sentire una frase di Billy che dice Always cold, always bright. Who is in my house tonight? (traducibile in Sempre freddo e sempre brillante. Chi si trova in casa mia questa notte?). Questa frase non è presente in nessuna versione del film.
- Melissa si aggira per la casa, mentre sul soffitto è appeso Billy con un'ascia intento a colpirla.
- Melissa grida con una pistola in mano Merry fucking Christmas. Questa ripresa è stata persa, in quanto non si trovano più gli spot pubblicitari nei quali è stato incluso quest'inquadratura.

## Differenze dal film originale
- Nel film del 1974, solo Clair veniva uccisa con un sacchetto sulla testa. Nel remake, è la tattica principale con cui gli assassini ammazzano o feriscono.
- Nel film del 2006, vengono svelate le origini di Billy, che nell'originale vengono lasciate in sospeso per lasciare un alone di mistero.
- Alla fine del film del 1974, se visionato in inglese, Billy chiama qualcuno "Agnes", ma nessun personaggio nel film ha questo nome. Agnes nel remake non è altro che sua figlia/sorella.
- L'unicorno di vetro è presente in tutti e due i film, sebbene nell'originale venga usato una volta e nel remake più di una, proprio come per il sacchetto.
- Le chiamate del killer del remake sono un miscuglio di suoni e parole, mentre nel film del 1974 erano composte da parole sconce e oscene nei riguardi delle ragazze della confraternita.
- Nel remake non viene fatta la rivelazione che il killer sta chiamando dall'interno della casa.
- Nel film originale, il padre di Clair viene a prendere sua figlia nella confraternita mentre nel film del 2006, è sua sorella Leigh a volerla recuperare.
- Andrea Martin ha recitato in tutti e due i film, ma in ruoli differenti. Nell'originale fa parte delle ragazze della confraternita, mentre nel remake la gestisce.
- Nel remake sono assenti le scene in città o nella stazione di polizia e avviene solo in una notte.

## Home video
Negli Stati Uniti furono distribuite in DVD e HD-DVD sia la versione cinematografica che la versione integrale il 3 aprile del 2007.
In Italia il film venne distribuito in DVD dalla Mediafilm il 2 gennaio 2008. Non venne distribuito in Blu-Ray e oltretutto la Mediafilm fallì prima che una versione ad alta definizione potesse essere distribuita. La versione in DVD italiana, dunque quella con il master dell'Inghilterra, contiene come lingue l'Italiano in Dolby Digital 5.1, in Dolby Digital 2.0 e in DTS 5.1, mentre l'Inglese semplicemente in un Dolby Digital 2.0. Tra i sottotitoli, l'Italiano per i non udenti. È composto da diversi contenuti speciali come May all your Christmases be Black - Speciale, una photogallery, il trailer italiano, il trailer originale e degli spot pubblicitari. Dato il fallimento già citato della Mediafilm, il film è fuori catalogo e raro da trovare nei negozi.

## Curiosità
- In un'intervista, il regista Glen Morgan ha ammesso di aver incontrato non pochi ostacoli durante la realizzazione del film. Questi furono derivati dal coinvolgimento, a detta del regista eccessivo, dei fratelli Weinstein (fondatori della Dimension Films nonché produttori della pellicola) nella realizzazione creativa del film; i due, infatti, erano in continuo disaccordo con le scelte creative di Morgan e imposero a quest'ultimo non pochi cambiamenti, sia durante le riprese che in fase di post-produzione. Furono loro a pretendere che il film fosse più frenetico e cruento, che ci fossero due antagonisti (Billy e Agnes) al posto di uno e che il cast femminile fosse quasi interamente composto da celebrità degli adolescenti di allora. Terminate le riprese, gli stessi Weinstein, ancora insoddisfatti dal risultato finale e preoccupati da un eventuale flop al botteghino, decisero di far realizzare ulteriori scene destinate esclusivamente al materiale promozionale della pellicola, senza però coinvolgervi direttamente Morgan. Quest'ultimo si disse estremamente contrariato dalla decisione dei produttori poiché temeva che, inserendo così tante scene fittizie nei trailer, il pubblico si sarebbe poi dimostrato deluso dal fatto che non fossero effettivamente presenti nel film e avrebbe alimentato un passaparola negativo.[1]
- Le già citate scene realizzate esclusivamente per il materiale promozionale furono interpretate da Michelle Trachtenberg e Jillian Murray; quest'ultima non ha alcun ruolo e non appare nel film effettivo.
- In Giappone il film è stato erroneamente distribuito come facente parte della saga di Final Destination e intitolato Final Dead Call: Black Christmas. Probabilmente questa decisione deriva non solo da una scelta di marketing, ma anche dal fatto che Glen Morgan, regista e sceneggiatore di questo film, ha co-scritto Final Destination e Final Destination 3.